# Max Leu
Max Leu (* 26. Februar 1862 in Solothurn; † 4. Februar 1899 in Basel; heimatberechtigt in Rohrbach BE) war ein Schweizer Bildhauer.

## Leben und Werk
Max Leu verbrachte seine Kindheit und Jugend in Solothurn in einfachen bürgerlichen Verhältnissen. Hier erhielt er von seinem Zeichenlehrer, dem Bildhauer Joseph Pfluger, erste künstlerische Impulse. Nach absolvierter Schulzeit und dem Aufenthalt im Atelier eines Grabbildhauers machte er in Basel eine Bildhauerlehre bei Jacques Gürtler, einem Schüler von Achilles Schlöth. Gleichzeitig nahm er an der damaligen Zeichnungs- und Modellierschule Unterricht beim Bildhauer Heinrich Rudolf Meili und beim Maler Fritz Schider, die ihn beide förderten und zu weiterer künstlerischer Ausbildung anhielten.
1879 zog Leu nach Lyon, wo er an der Fontaine des Jacobins mitarbeitete. 1881 liess er sich in Paris nieder. Unter der Leitung von Léopold Morice arbeitete er an der plastischen Ausschmückung des Hôtel de Ville mit. Dabei lernte er seinen späteren Lehrer und Mentor Pierre-Jules Cavelier kennen, der an der École des Beaux-Arts unterrichtete.
1883 schrieb sich Leu an der École Nationale des Arts Décoratifs ein, ein Jahr später wechselte er an die École des Beaux-Arts. Damals studierte und kopierte Leu auch klassisch-antike Skulpturen in den Sammlungen des Louvre. An beiden Pariser Kunstschulen wurde er mit mehreren Medaillen ausgezeichnet. Die Ausbildungszeit in Paris war für Leu prägend: «Die offizielle Bildhauerei Frankreichs pflegte ein heroisches Menschenbild, das sich vorzugsweise in allegorischen oder geschichtlichen Themen mit nationalem Einschlag manifestierte. So machte Leu bei Cavelier mit der monumentalen Skulpturenkunst Bekanntschaft, was ihm nach seiner Rückkehr in die Schweiz vor allem bei öffentlichen Konkurrenzen zugutekam» (Susanne Schrödter).
Leu schuf bereits während seiner Pariser Zeit eigenständige Werke, u. a. Büsten, die er ab 1886 im Salon de Paris ausstellte. Damals entstand auch eine Allegorie des Bergs Jungfrau im Berner Oberland in Gestalt eines nackten Mädchens.
Ab 1886 nahm er an mehreren Denkmälerwettbewerben in der Schweiz teil. Mehrere seiner Entwürfe wurden auch prämiert. Für seinen Denkmalentwurf für Daniel Jean Richard, den Begründer der Neuenburger Uhrenindustrie, in Le Locle erhielt er etwa 1886 den ersten Preis. Mit der Ausführung von Leus Entwurf wurde jedoch der Genfer Bildhauer Charles Iguel beauftragt.
Im zweiten, engeren Wettbewerb für einen Denkmalbrunnen für Bürgermeister Wettstein auf dem Marktplatz in Basel ging Leu 1897 als Sieger hervor, doch wurde sein Entwurf nicht ausgeführt, da sich in einer Volksabstimmung die Mehrheit gegen das Denkmalprojekt aussprach. Nach Leus Entwurf wurde später eine Bronzefigur gegossen, die im Entree des Grossratssaals des Basler Rathauses aufgestellt ist.
Für den Entwurf für das Telldenkmal in Altdorf wurde ihm der dritte Preis zugesprochen. Einen Direktauftrag ohne Konkurrenz erhielt Leu für die Johann-Peter-Hebel-Denkmalbüste vor der Peterskirche in Basel, die jedoch erst nach seinem Tode enthüllt wurde. 1898 fertigte er ohne Auftrag das Modell für ein Denkmal der Stauffacherin, der legendären Frau von Werner Stauffacher, das er an der 5. Nationalen Kunstausstellung in Basel ausstellte. Im gleichen Jahr fertigte er mehrere Entwürfe für einen Holbein-Brunnen in Basel.
Als Hauptwerk von Leu gilt das von 1892 bis 1897 geschaffene und am 18. Juli 1897 in Bern eingeweihte Bubenberg-Denkmal. Dazu schreibt die Kunsthistorikerin Susanne Schrödter: «Dem Künstler ist es gelungen, die gründerzeitliche Vorliebe für die Idealisierung grosser Staatsmänner in eine einfache Formensprache umzusetzen und gleichzeitig den politischen Inhalt von Stärke und Einheit zu visualisieren.»
Eine weitere Werkgruppe bilden verschiedene Bildnisse namhafter Persönlichkeiten, die sich gegenüber den Denkmälern durch eine grössere Individualität auszeichnen. Leu schuf etwa Büsten für Bischof Friedrich Fiala, Bundesrat Emil Frey, Fabrikant Oscar Miller, Landammann Wilhelm Vigier, Professor Friedrich Burckhardt, von seinem früheren Lehrer Fritz Schider sowie von seinen Künstlerfreunden Wilhelm Balmer und dem bereits verstorbenen Frank Buchser. Daneben fertigte er auch Porträtreliefs, etwa von Oscar Millers Frau Elise.
Leu übersiedelte 1898 nach Basel. Ein Jahr später erlag er einem Krebsleiden, von dem er sich im Herbst 1898 auf einer geplanten Griechenlandreise, die er bereits in Nervi abbrechen musste, vergeblich Heilung erhofft hatte. Max Leu wurde wie der mit ihm befreundete Frank Buchser auf dem Friedhof St. Niklaus in Feldbrunnen bei Solothurn beigesetzt. Ein weiterer Freund von Max Leu war Giovanni Giacometti, der ihn 1890 im Pariser Atelier porträtierte.
Werke von Max Leu befinden sich in den Kunstmuseen von Basel, Bern und Solothurn, wo sie jedoch meist nicht ausgestellt sind.

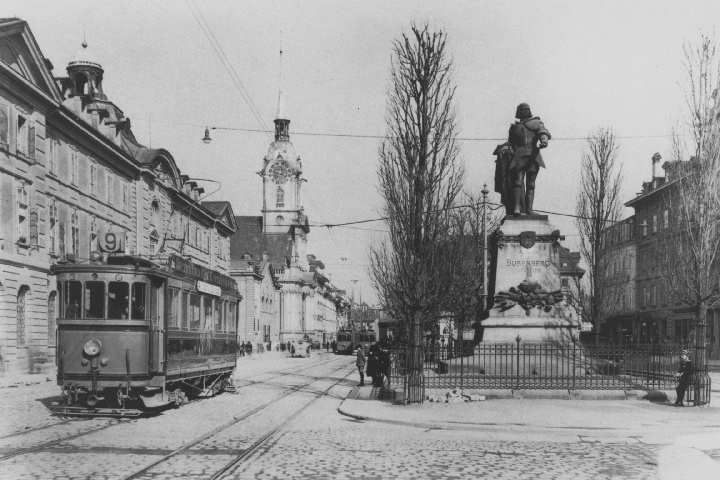
Bubenberg-Denkmal am ursprünglichen Standort am Bubenbergplatz, Postkarte um 1915
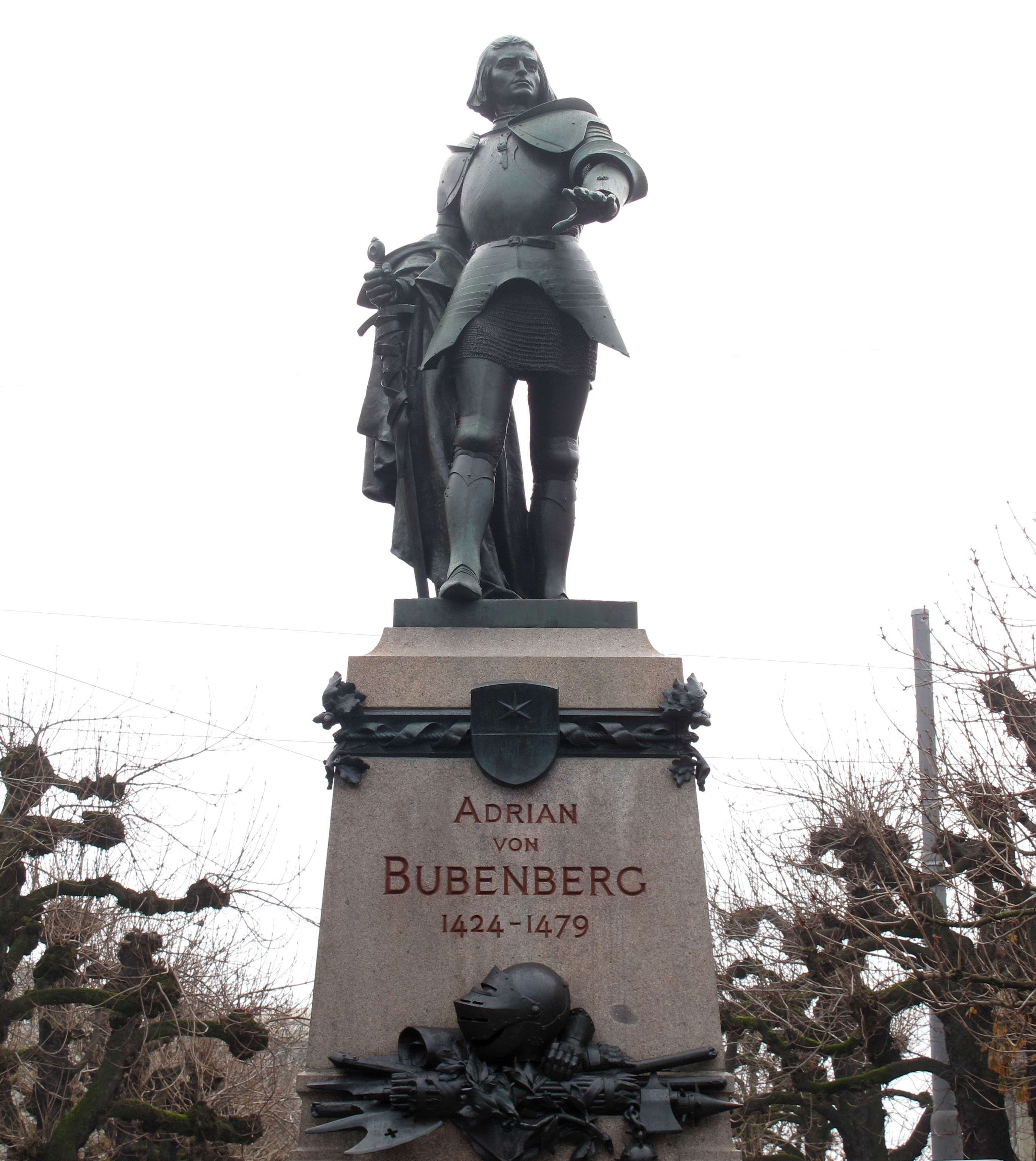
Bubenberg-Denkmal nach der Restaurierung von 2015
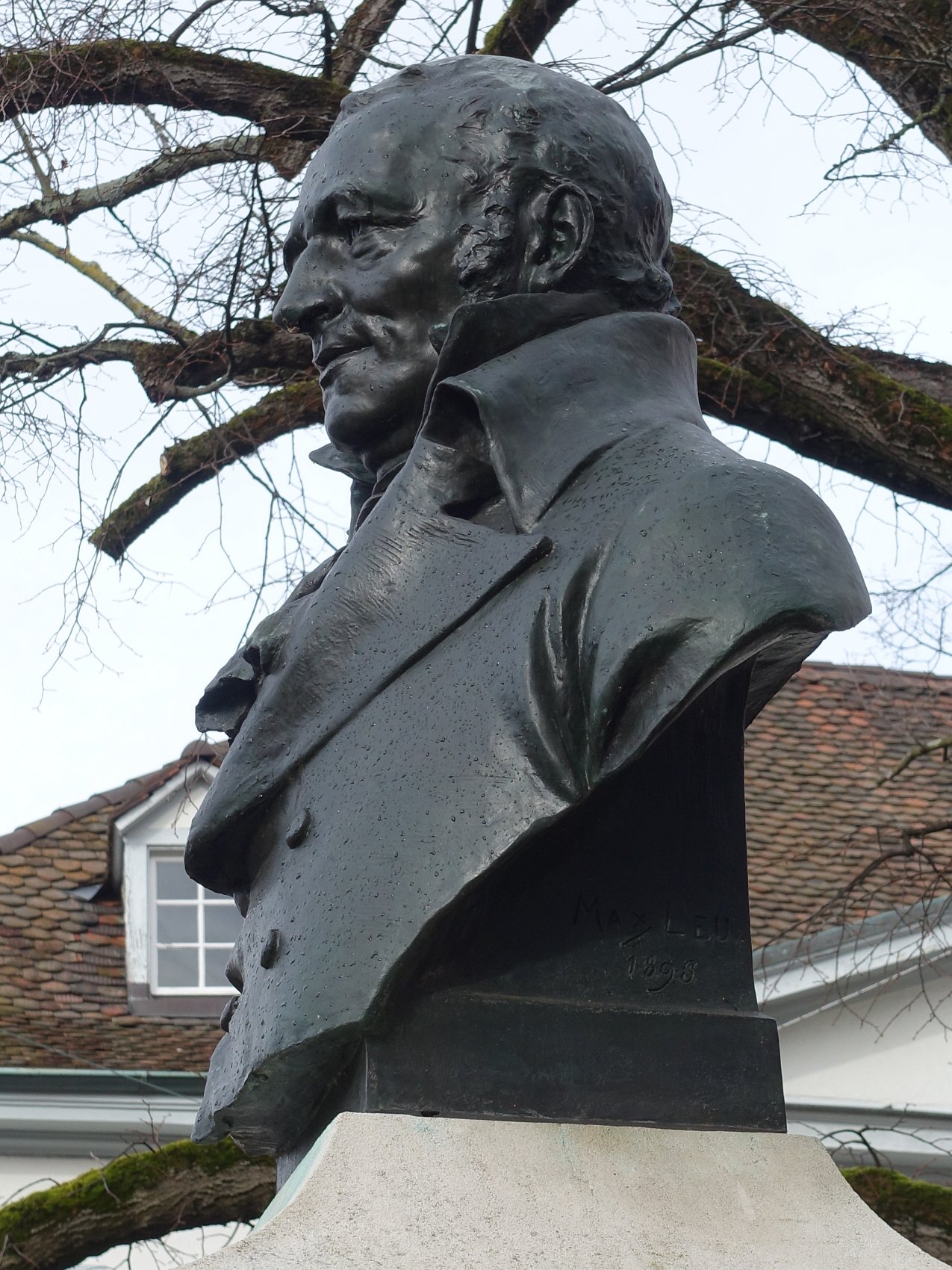
Johann-Peter-Hebel-Büste vor der Peterskirche in Basel
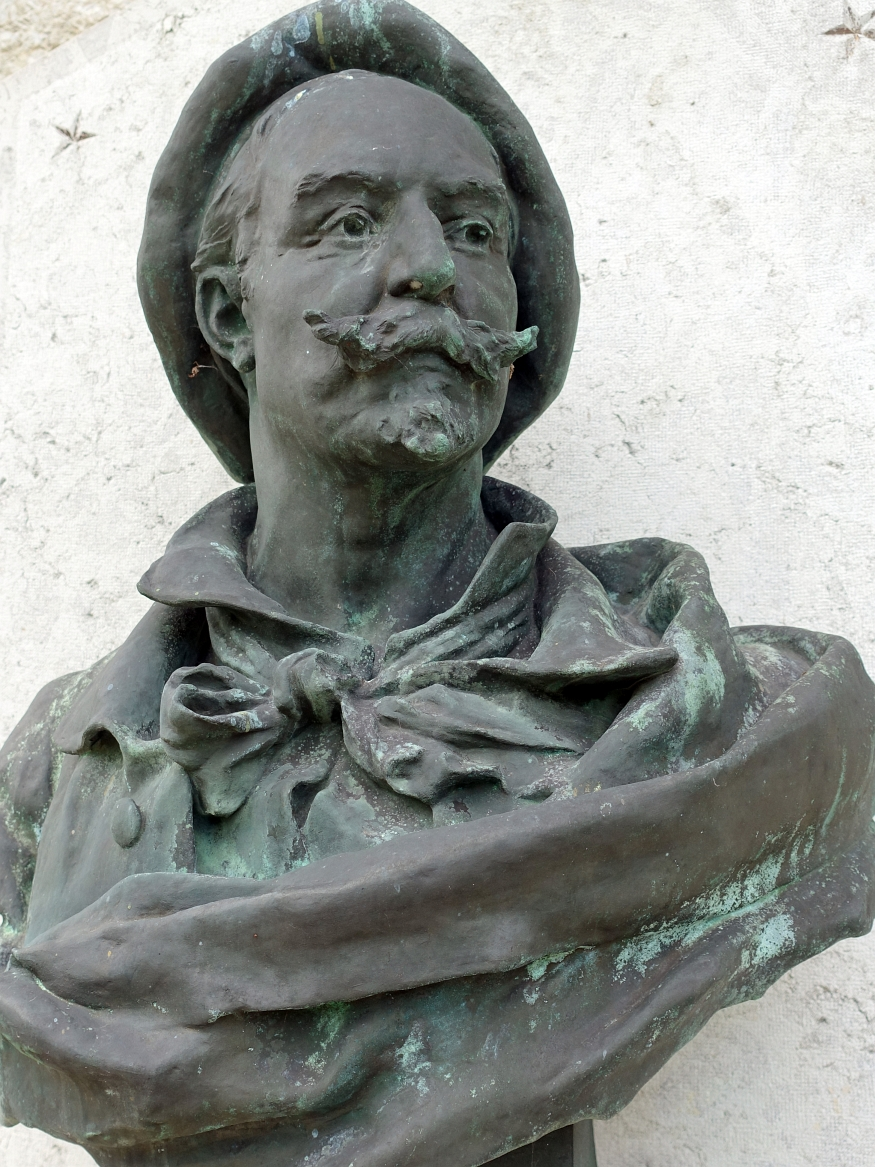
Büste Frank Buchser Friedhof Feldbrunnen-St. Niklaus